# Попович Іван Дмитрович
Іван Дмитрович Попович (нар. 22 квітня 1949, с. Осій, Іршавський район, Закарпатська область) — легендарний український естрадний співак і композитор, педагог. Народний артист Української РСР (1990).

## Біографія
1967 — закінчив Хустське культурно-просвітнє училище за фахом «диригент хору».[джерело?] Після цього два роки вчився в Дрогобицькому педагогічному інституті. Перевівся в 1970 на навчання до Львівської консерваторії.
1973 — став лауреатом Х Всесвітнього фестивалю молоді в Берліні.
Ще під час навчання в консерваторії почав співати в ансамблі «Арніка».
1976 — разом із Віктором Морозовим створив вокально-інструментальний ансамбль (ВІА) «Ровесник». Через рік ансамбль запросили до Львівської філармонії на місце «Ватри», і їхньою «візитівкою» стала пісня Поповича «Люба-Люба».
1979 — разом із Русланом Іщуком створив в Ужгороді новий ВІА «Закарпаття».
1982–1987 — працював у Київському державному мюзик-холі.
1987 — став солістом Театру естради. Саме на цей час припадає пік його популярності — з ефіру не зникали «Карпатське весілля», «Василина», «Розлук не буде», «Мене радує світ».
1990 — отримав почесне звання Народний артист Української РСР.
1999 — «за особистий внесок у розвиток української культури та вагомі творчі здобутки» нагороджений орденом «За заслуги» ІІІ ступеня.
В тому самого 1999 році було створено пісню-хіт "Золото Карпат"
З 2005 р. — художній керівник Державної театрально-видовищної агенції.
Гастролював у Канаді, Індії, Бразилії, Італії, Греції, США тощо.

## Дискографія

### Альбоми
- Золото Карпат (2001)
- Отаман Карпат (2006)

### Відеокліпи
| Рік  | Назва                                      |
| ---- | ------------------------------------------ |
| 1982 | «Василина» (1 версія)                      |
| 1987 | «Василина» (2 версія)                      |
| 1987 | «Скажи мені»                               |
| 1987 | «Небо осені жде»                           |
| 1987 | «Розступіться зелен-гори»                  |
| 1987 | «Розлук не буде»                           |
| 1987 | «Спалені мости»                            |
| 2001 | «Закарпаття моє»                           |
| 2013 | «Примиріться сини»                         |
| 2013 | «Василина» (разом з Дзідзьо, ремікс)       |
| 2017 | «Розлук не буде» (разом з Дзідзьо, ремікс) |